# Tempest (videojoc)
Tempest és un videojoc d'arcade de 1981 d'Atari, dissenyat i programat per Dave Theurer. Té lloc en una superfície tridimensional dividida en carrils, de vegades com un tub tancat, i vist des d'un extrem. El jugador controla un "blaster" en forma d'urpa que es troba a la vora de la superfície, trencant-se d'un segment a un altre mentre es gira un botó giratori.
Tempest va ser un dels primers jocs a utilitzar la tecnologia de visualització vectorial Color-QuadraScan d'Atari. També va ser el primer a permetre als jugadors triar el seu nivell inicial (un sistema Atari anomenat "SkillStep"). Aquesta característica augmenta el nivell inicial màxim en funció del rendiment del jugador en el joc anterior, permetent essencialment que el jugador continuï el joc anterior. Tempest va ser un dels primers videojocs amb un disseny de nivell progressiu on els nivells en si variaven en lloc de donar al jugador el mateix disseny amb dificultat creixent.